# Filipp Nikandrov
Filipp Valer'evič Nikandrov (in russo Филипп Валерьевич Никандров?; Leningrado, 1968) è un architetto russo.
Il suo approccio progettuale si definisce contestuale e minimalista, con metafore architettoniche che derivano dal luogo, dalla storia e dal background culturale.
Tra le sue opere più note: la Torre Evoluzione al Moscow International Business Center e il Lachta-centr Fase 1 a San Pietroburgo. Nikandrov è stato capo-architetto dei team di entrambi progetti fin dal inizio.

## Biografia
Si è laureato all'Università statale di San Pietroburgo di architettura ed ingegneria civile. Ha iniziato la carriera professionale nel 1990 nell'Istituto d'urbanistica e lo studio d’architettura di Jurij Mitjurev (1992-1995). Presso lo studio progettuale internazionale RMJM nel 1997 ha assunto il ruolo di direttore regionale e capo-architetto, lavorando nelle sedi del Regno Unito, Medio Oriente e Federazione Russa. Nel 2011 ha assunto il ruolo di capo-architetto e direttore del design lo studio d'architettura russo GORPROJECT. Come team leader ha partecipato a numerosi concorsi internazionali e regionali. 

### Opere

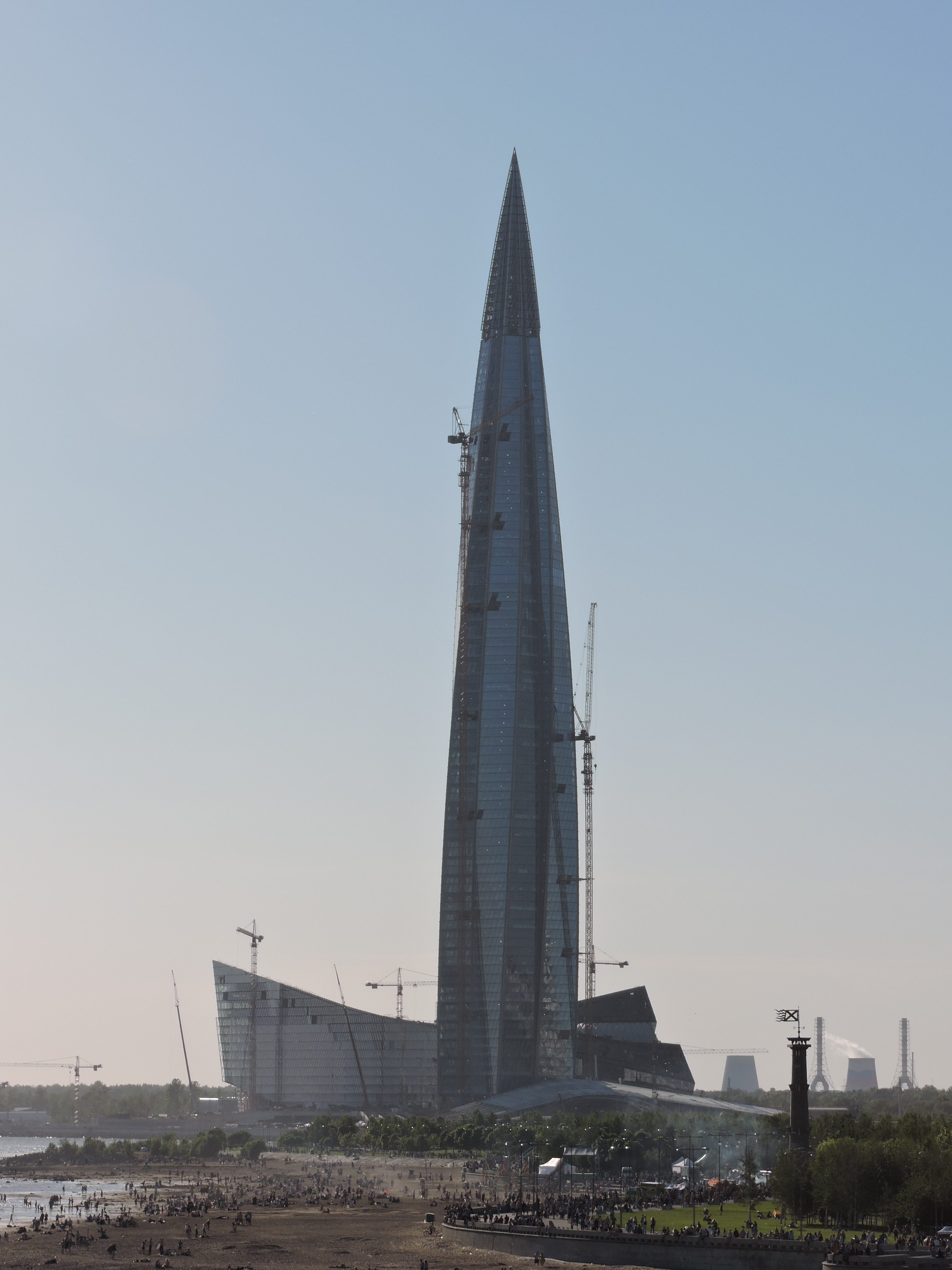
Lachta-centr a San Pietroburgo

Tra i progetti principali a grande scala (dal concorso alla realizzazione) ci sono il Ochta-centr (2006-2010) e Lachta-centr (dal 2011), la sede centrale di Gazprom a San Pietroburgo con la componente verticale di 462 metri, la cui costruzione venne completata nel 2018. Dal gennaio 2018 la torre detiene il titolo di edificio più alto d’Europa con certificazione LEED Gold per il design sostenibile.
Come designer e capo-architetto ha realizzato la Torre Evoluzione a Mosca (dai primi disegni alla costruzione nel 2004-2015). Il progetto ha ricevuto numerosi premi internazionali e nazionali (2 posto nel Emporis Skyscraper Awards nel 2016, il finalista del CTBUH Best Tall Building Awards, finalista del MIPIM Award 2016 e FIABCI 2018 Prix d’eccellence-
Filipp Nikandrov è autore di varie pubblicazioni e partecipante delle fiere e conferenze internazionali d'architettura come CTBUH, UNESCO World Heritage, Forum 100+ e lo Skyscrapers Asia Summit 2017 a Singapore.